# 포름산 에틸
포름산 에틸 (ethyl formate)은 에탄올 (알코올)이 포름산 (카르복실산)과 반응할 때 형성되는 에스테르이다. 포름산 에틸은 럼주 특유의 냄새가 나며 라즈베리의 맛에도 부분적으로 관여한다. 포름산 에틸은 개미의 몸과 벌의 독침에서 자연적으로 생산된다.

## 노출
에틸 포메이트는 미국 식품의약국(FDA)에 의해 일반적으로 안전한 화학품으로 인정되고 있다.
미국 직업안전보건청 (OSHA)에 따르면 에틸 포르메이트는 사람과 다른 동물의 눈, 피부, 점막, 호흡기계를 자극할 수 있다. 또한 중추신경계 억제제이기도 하다. 산업계에서는 질산 셀룰로스, 초산 셀룰로스, 오일, 그리스의 용제로 사용된다. 아세톤 대신 사용할 수 있다. 작업자는 다음과 같은 상황에서도 노출될 수 있다.
- 래커를 스프레이, 브러시 또는 딥 도포하는 동안
- 안전유리 제조 중
- 담배, 시리얼, 건과류를 훈증할 때( 미국 농무부 검역 시스템에 따라 메틸 브로마이드를 대신 사용[5])

OSHA에서는 8시간 동안 시간 가중 평균값 100 ppm (입방미터당 300 mg)을 허용 노출 한계로 간주하고 있다. 미국 국립 직업 안전 보건 연구소 (NIOSH)에서도 권장 노출 한계값으로 8시간 동안 시간 가중 평균치를 100 ppm으로 하고 있다.

## 우주에서
에틸 포메이트는 궁수자리 B2 라고 불리는 은하수 지역의 먼지 구름에서 확인되었다. 이는 30m IRAM 전파망원경을 사용하여 식별된 50종의 분자종 중 하나이다.